# Distrito de Colca (Huancayo)
El distrito de Colca es uno de los veintiocho que conforman la Provincia de Huancayo, ubicada en el Departamento de Junín, bajo la administración del Gobierno Regional de Junín, en el Perú. Limita por el norte con la Provincia de Chupaca y el distrito de Chupuro: por el este con el Distrito de Cullhuas: por el sur con el Departamento de Huancavelica; y, por el oeste con los distritos de Chicche, Chacapampa y Carhuacallanca.
Desde el punto de vista jerárquico de la Iglesia católica forma parte de la Arquidiócesis de Huancayo.

## Historia
Fue creado por Ley sin número del 2 de enero de 1857, en el gobierno de Ramón Castilla.

## Geografía
El distrito abarca una superficie de 113,06 km² y se encuentra a una altitud de 3 516 m s. n. m. y tiene una población aproximada superior a los 2 000 habitantes. Su capital es el poblado de Colca

## Autoridades

### Municipales
- 2019-2022[2]
  - Alcalde: José Luis Cerron Nastares.
- 2015-2018[2]
  - Alcalde: Javier Mauro Ignacio Párraga, Movimiento político regional Perú Libre (PL).
  - Regidores: Gino Francisco Manrique Olivera (PL), Edward Gerardo Medrano Vilcapoma (PL), Rudecinda Nestares Solís (PL), Rosaura Acuña Cóndor (PL), Aurelio Vilcapoma Carhuancho (Juntos por Junín).
- 2011-2014[3]
  - Alcalde: Percy Rivelino Pérez Ríos, Convergencia Regional Descentralista (CRD).
  - Regidores: Amador Teodoro Vilcapoma Quispe (CRD), Líder Julio Macha Eulogio (CRD), Betty Zenaida Piñas Manrique (CRD), Juvenal César Ignacio Buitrón (CRD), Héctor Rolando Sánchez Lazo (Perú Libre).
- 2007-2010
  - Alcalde: Percy Rivelino Pérez Ríos.

### Policiales
- Comisaría 
  - Comisario: Sgto. PNP

### Religiosas
- Arquidiócesis de Huancayo[4]
  - Arzobispo: Mons. Pedro Barreto Jimeno, SJ.
- Parroquia[5]
  - Párroco:

El 15 de setiembre se celebra en honor a la virgen de Cocharcas. La festividad comienza el 14 y culmina el 18 de setiembre con la danza el chiple como alegoria a la gesta patriótica del mariscal Andrés Avelino Cáceres como guerra de resistencia al invasor chileno.